# Мар'ю Лаурістін
Мар'ю Лаурістін (ест. Marju Lauristin; нар. 7 квітня 1940, Таллінн) — естонська політична діячка і науковець, депутат Європейського парламенту з 2014 року.
Дочка естонського політика, голови маріонеткового уряду ЕССР Йоганнеса Лаурістіна.

## Життєпис

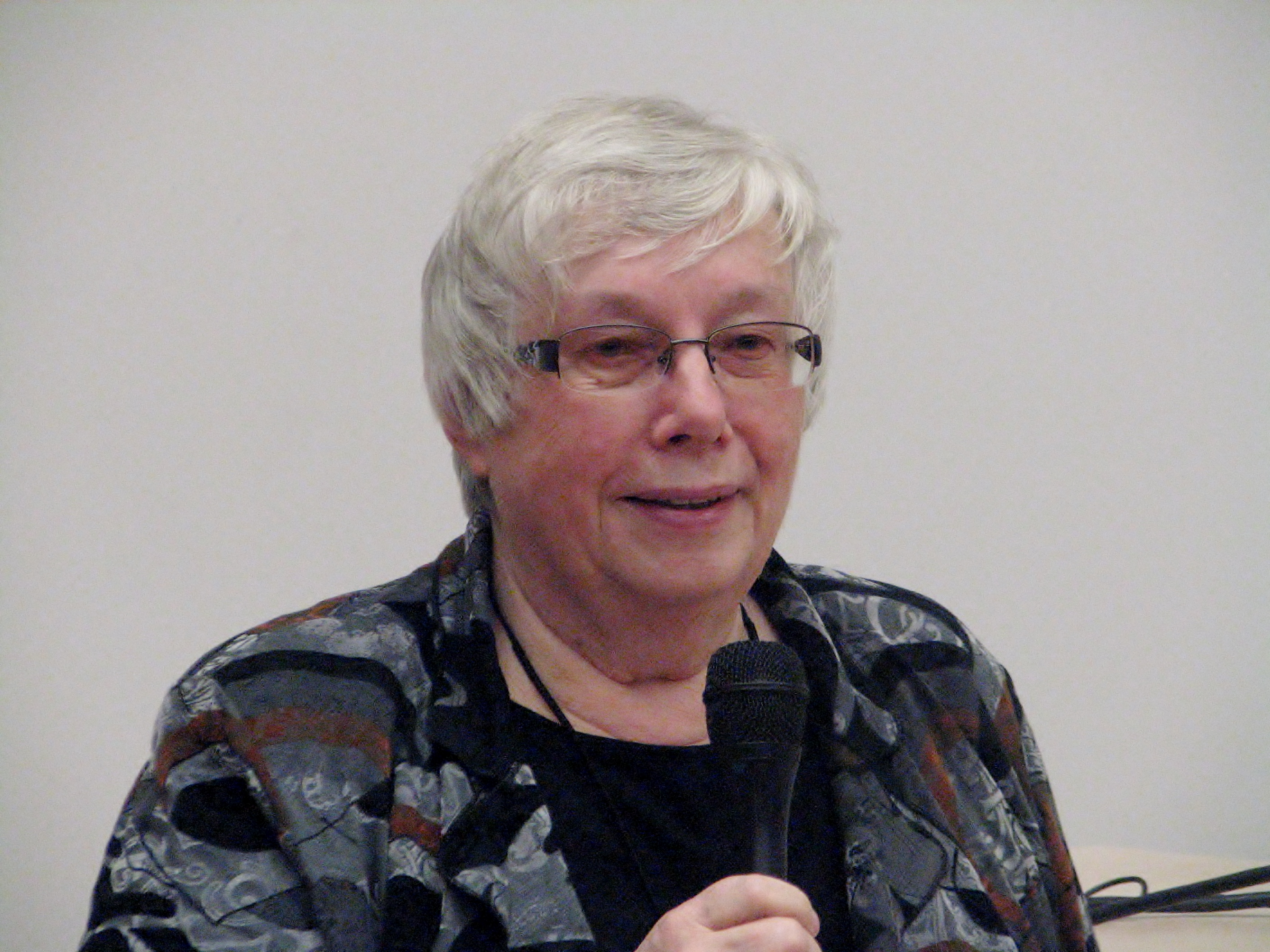
Мар'ю Лаурістін

У 1966 році Мар'ю Лаурістін отримала ступінь з філології у Тартуському університеті. З 1962 року вона працювала у редакції Естонського радіо. У 1976 році захистила кандидатську дисертацію в Московському університеті. Професійно пов'язана з альма-матер, де вона дослужилась до звання професора з журналістики та соціальних комунікацій. У 2005 році вона стала почесним професором.
У 1968–1990 належала до Комуністичної партії Радянського Союзу. У 1988 році разом з Едгаром Савісааром стала ініціатором створення Народного фронту, основного руху за незалежність Естонії. У 1990 році вона була обрана головою новоствореної Соціал-демократичної партії Естонії (до 1995 року). З 1990 року входила до Верховної Ради Естонської РСР, з 1999 по 2003 роки — до Рійгікогу. З 1992 по 1994 роки Лаурістін була міністром соціальних справ. У 2004 році призначена до ради Університету Організації Об'єднаних Націй.